# 私たちの望むものは
『私たちの望むものは』（わたしたちののぞむものは）は、フォーク歌手岡林信康が、1970年7月5日に日本ピクターより発売した歌である。

## 解説
1969年9月6日の大阪労音公演をすっぽかし、同月23日の東京公演直前に、「下痢を治してきます」と置き手紙を残したまま失踪する、いわゆる「岡林信康蒸発事件」。当時さまざまな音楽メディアに派手に書き立てられた。
岡林は、連日のハードな地方公演に加えて、「コマーシャリズムに隷属し、レコードを作って金儲けしてるやつ」という、フォーク・ゲリラの言いがかり的批判や何やで神経がまいってしまった。
失踪しているさなか、岡林はボブ・ディランを聴き、『性と文化の革命』（W.ライヒ ：著、中尾ハジメ ：翻訳）を熟読し、大いに考えたという。そのさなか、フランスの学生運動の中での落書きを集めた『壁は語る』（ジュリアン・ブザンソン）からヒントを得て、この曲『私たちの望むものは』は生まれた。「今まで外に噛み付いてばかりいたけど、自分の中にこそ、噛みつかなければならないところがあるんではないか」。
「岡林の目が外から自分の内部に向いたぶん、たくさんの人々のハートに訴えて、共感を呼んだようです。新生・岡林信康の誕生だったと思います」と、ビクターレコードの深井静史ディレクターは述懐する。
松山千春は小学六年生の時、足寄町に岡林が来てコンサートをしたとき、「山谷ブルース」「チューリップのアップリケ」を聴き衝撃を受けたという。その後、岡林を始めとするフォークソングにのめりこむ中で、高校生になりこの「私たちの望むものは」を文化祭の前夜祭で歌ったときの、聴衆との一体感を受け、歌手になろうと決めた。

## 収録曲
全作詞・作曲・編曲・歌：岡林信康、伴奏：ビクター・オーケストラ
1970年4月に開催された「私たちの望むものは 音楽舎春場所実況録音」で、同曲を披露する前に、ジャックスの早川義夫との共作であると話している。

### SIDE A
1. 私たちの望むものは  –  (4:48)

### SIDE B
1. 性と文化の革命  –  (4:23)

## 収録アルバム
- 岡林信康アルバム第二集 見るまえに跳べ（1970年）  –  シングル盤とは異なる。
- 私たちの望むものは 音楽舎春場所実況録音（1970年）

## カバー
『私たちの望むものは』は、様々なアーティストによってカバーされている。
- 泉谷しげる
- 山下達郎 ※ライブのみ
- 唄人羽（2004年、シングル『BORDER』収録）
- 松山千春（2006年、カバーアルバム『再生』収録）
- 阿部芙蓉美（2011年、アルバム『町』収録、映画『ケンタとジュンとカヨちゃんの国』エンディングテーマ）
- kōkua（2016年、アルバム『Progress』収録）